# Sonja Calais van Stokkom
Sonja Valtersdotter Calais van Stokkom, egentligen van Stokkom Calais, född Risinger 5 december 1930 i Sankt Görans församling i Stockholm, är en svensk sociolog.

## Biografi
Sonja Calais van Stokkom är dotter till överläkaren Walter Risinger och hans hustru gymnastikdirektören Gerda Risinger, född Bülow. Hon avlade licentiatexamen i sociologi med studien Sjukdom, invaliditet och anpassning. Sociologiska aspekter på sjukdom och invaliditet. Empiriska undersökningar av återanpassning efter polio samt attityder mot invalider vid Uppsala universitet år 1962. Hon tjänstgjorde därefter som lektor och blev senare docent vid Sociologiska institutionen på samma lärosäte fram till sin pensionering 1995. Hennes forskning kretsar främst kring medicinsk sociologi, organisationsteori och sociologiska aspekter på rehabilitering och funktionsnedsättning.
Hon var Gotlands nations inspektor åren 1983–1996.
Gift 1954–1978 med juristen Marc Laurent Calais (1925–2008) och från 1978 till hans död med ekon dr Thomas Andreas Wouter van Stokkom (1919–2011) från Brunssum i Nederländerna. (Nekrolog över Th. van Stokkom i VIStidningen 2012:1.)